# Honda CRX
Honda CR-X (na niektórych rynkach Honda Civic CRX oraz Honda CRX Ballade) – mały samochód sportowy produkowany przez japoński koncern motoryzacyjny Honda Motor Company w latach 1983 - 1992.

## Honda CRX I
Honda CRX I została po raz pierwszy oficjalnie zaprezentowana w 1983 roku.

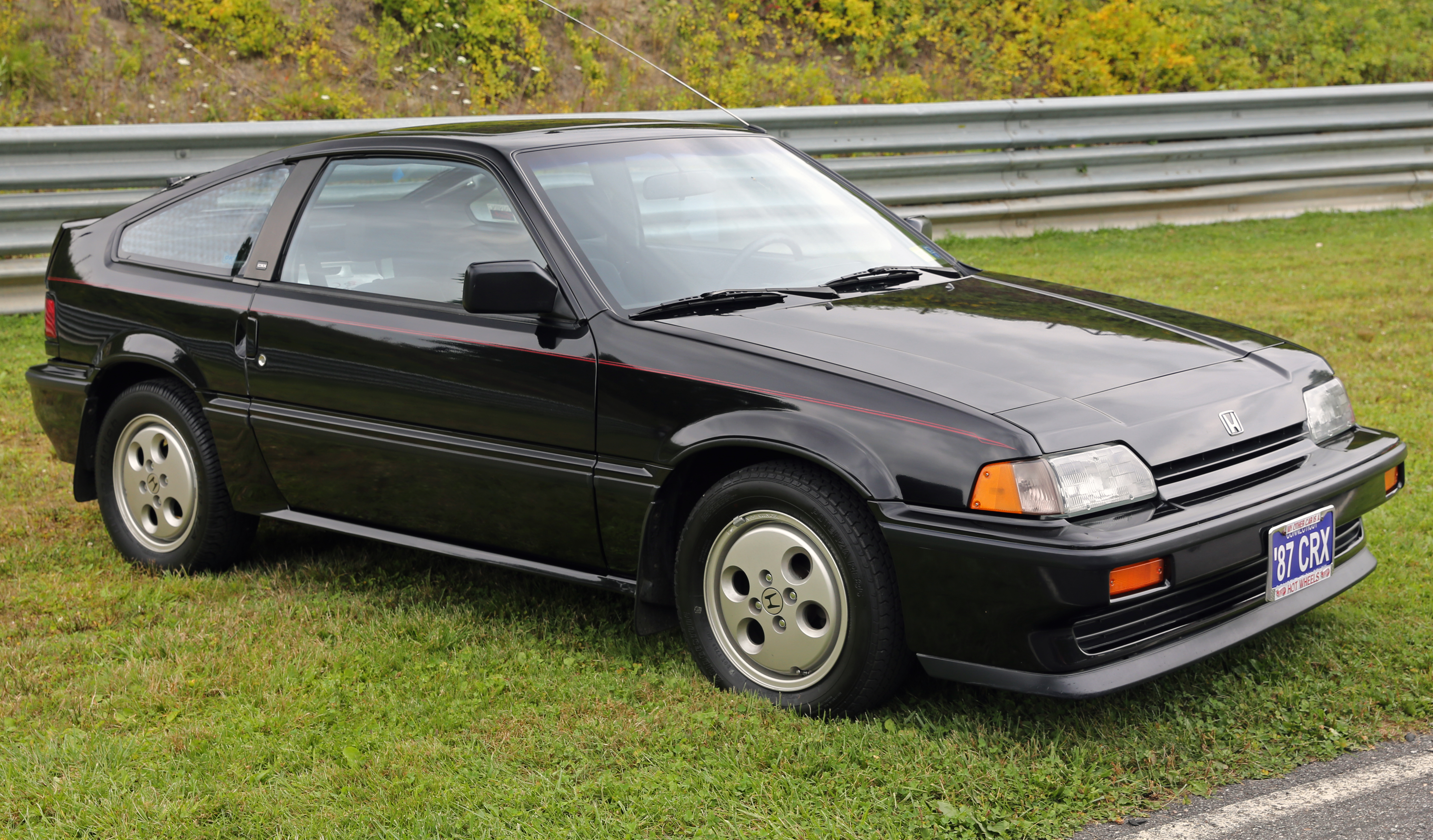
Honda CRX Si z 1987 roku

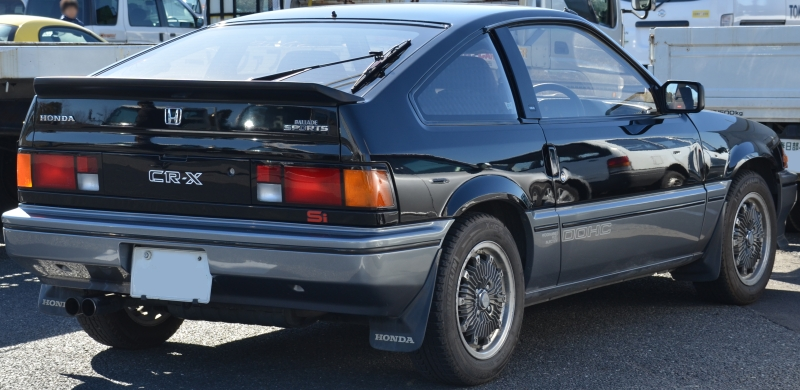
Honda Ballade Sports CRX - tył

Na początku lat 80. XX wieku kryzys paliwowy zmusił producentów samochodów do oferowania pojazdów mniejszych oraz oszczędniejszych. W 1983 roku koncern Honda zaprezentował pojazd dla osób młodych ceniących sportową sylwetką nadwozia, osiągi oraz niskie zużycie paliwa.

### Wersje
- HF
- Si
- VTEC

## Honda CRX II
Honda CRX II została po raz pierwszy oficjalnie zaprezentowana w 1987 roku.

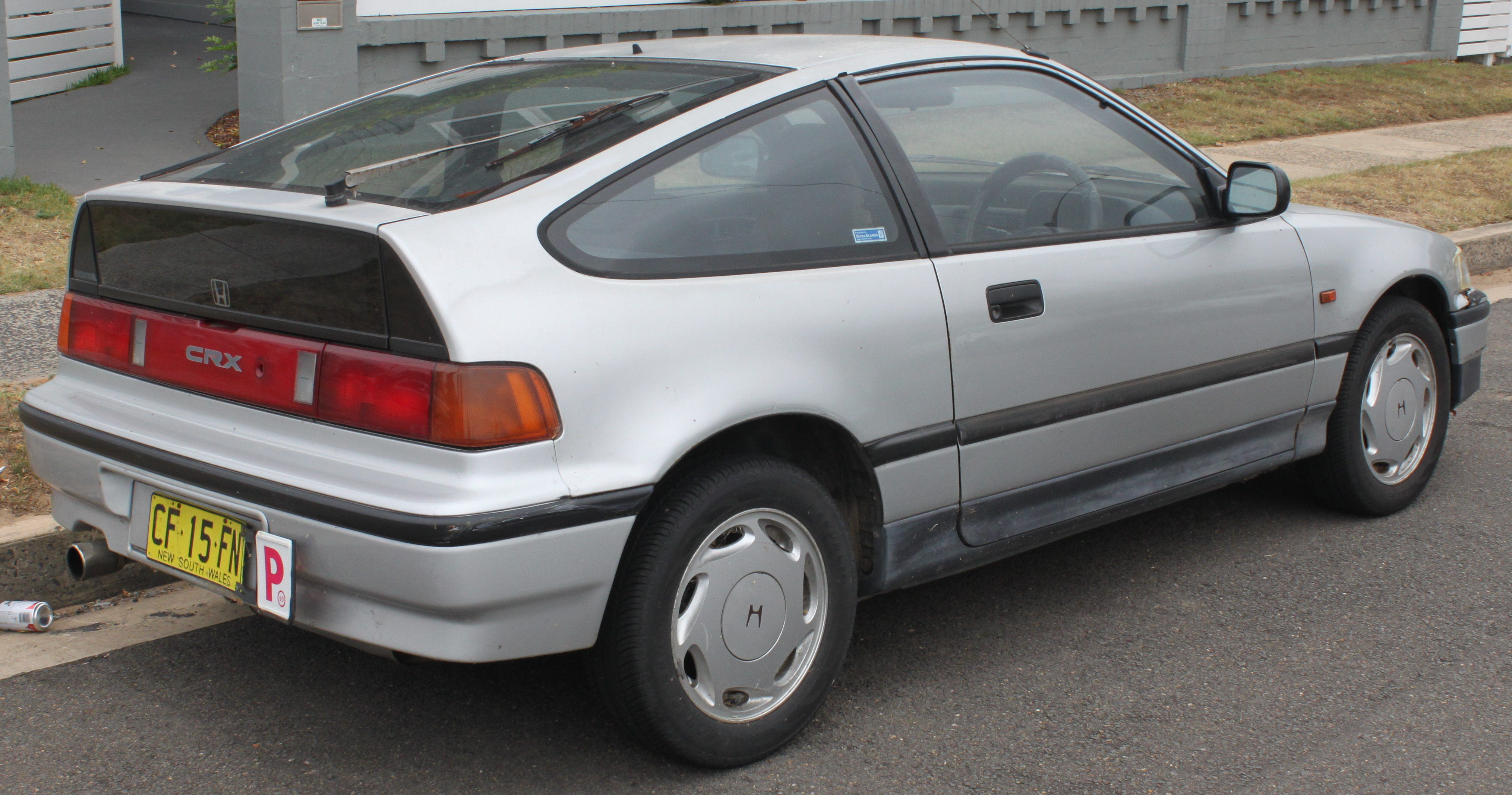
Honda CRX II z 1988 roku - tył

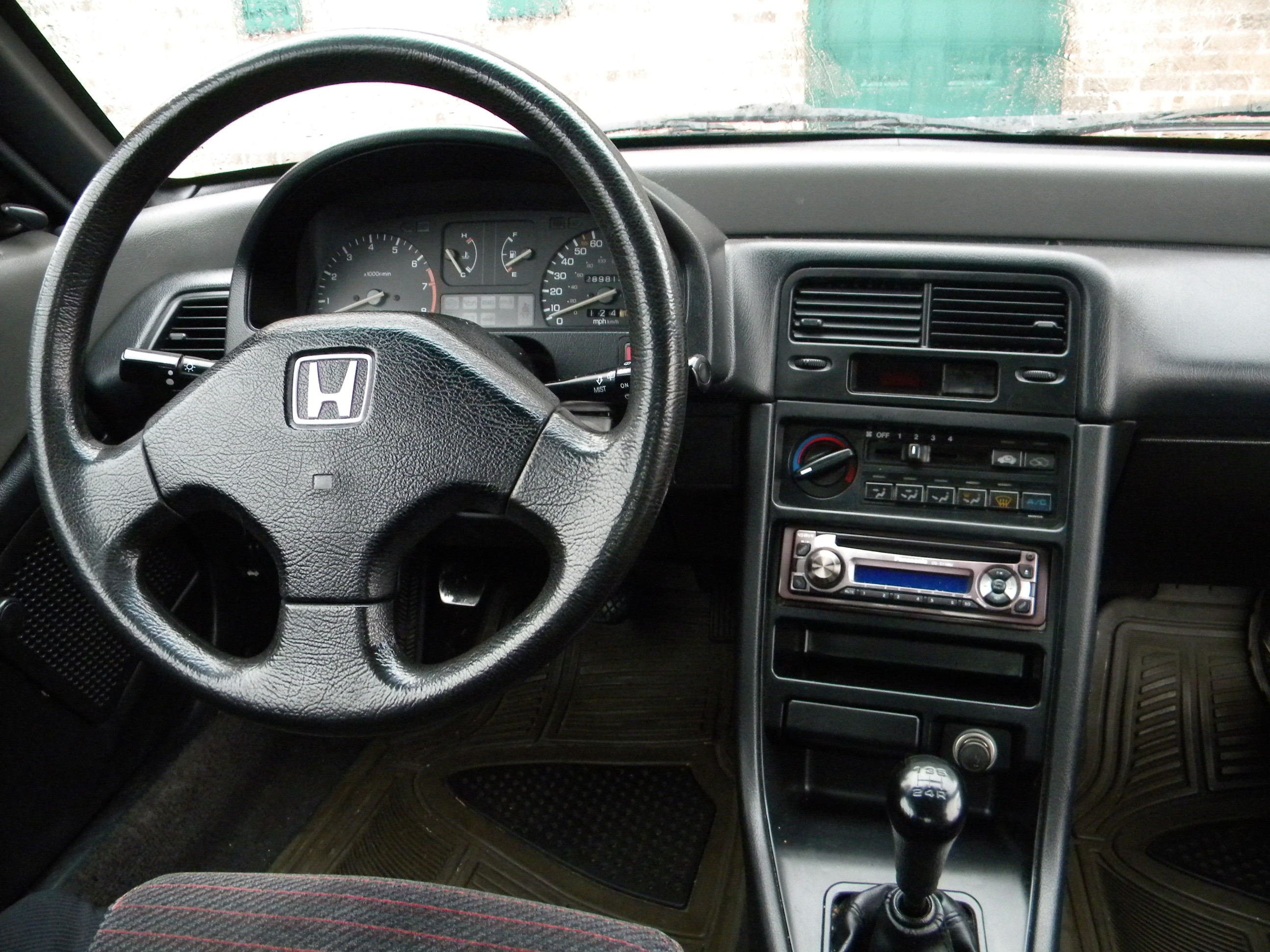
Honda CRX II - wnętrze

Auto zbudowane zostało na bazie płyty podłogowej modelu Civic IV. Druga generacja pojazdu określana mianem Cyber, w stosunku do pierwszej różniła się m.in. całkowicie nowym zawieszeniem, przestronniejszym wnętrzem z wieloma udogodnieniami, np. regulacją koła kierownicy, nawiewem świeżego powietrza na twarz kierowcy przy jednoczesnej możliwości ustawienia ogrzewania na pozostałe części ciała oraz dostępnymi opcjonalnie elektrycznie sterowanymi szybami i lusterkami oraz szyberdachem, a także klimatyzację manualną i skórzaną tapicerkę. Współczynnik oporu aerodynamicznego pojazdu wynosił 0,29. 
W sierpniu 1988 roku do listy wyposażenia opcjonalnego pojazdu dodano m.in. trzykanałowy układ przeciwpoślizgowy Hondy. 
W 1989 roku auto przeszło delikatny lifting. Auto otrzymało wzmocnioną i cięższą karoserię. Zmienione zostały m.in. zderzaki oraz deska rozdzielcza. Do oferty jednostek napędowych pojazdu dodano nowy silnik 1.6 VTEC z katalizatorem o mocy 150 KM. 

### Wersje
- CRX
- HF
- Si

## Honda CRX III

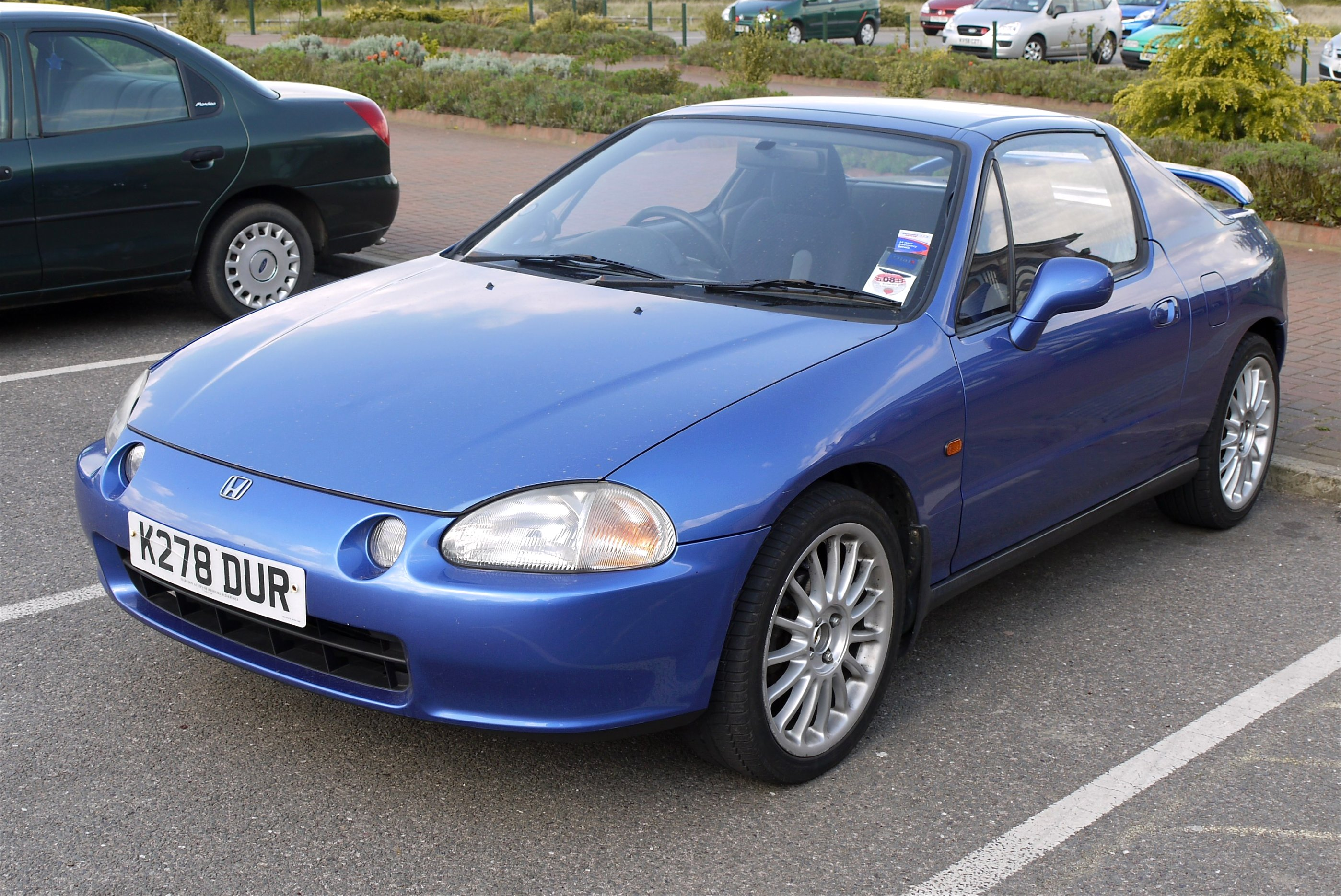
Honda CR-X del Sol

Honda CR-X del Sol zaprezentowana została w 1992 roku. Pojazd zbudowano na bazie piątej generacji modelu Civic. W przeciwieństwie do dwóch poprzednich generacji modelu, auto było 2-drzwiowym kabrioletem ze ściąganym dachem typu targa. 